# Giuseppe Abbagnale
Giuseppe Abbagnale (ur. 24 lipca 1959 w Pompejach) – włoski wioślarz, trzykrotny medalista olimpijski i wielokrotny medalista mistrzostw świata.

## Kariera
Wystartował na igrzyskach olimpijskich w Moskwie w 1980, zajmując siódme miejsce w dwójkach ze sternikiem. Na rozgrywanych cztery lata później igrzyskach olimpijskich w Los Angeles Włosi w składzie: Carmine Abbagnale (jego młodszy brat), Giuseppe Abbagnale i Giuseppe Di Capua (sternik) zdobyli złoty medal w dwójkach ze sternikiem. W finale o 5,22 sekundy wyprzedzili osadę Rumunii i o 6,82 sekundy osadę USA. W tym samym składzie Włosi obronili tytuł mistrzowski na rozgrywanych w 1988 igrzyskach olimpijskich w Seulu. Tym razem o 1,84 sekundy pokonali osadę NRD i o 2,16 sekundy osadę Wielkiej Brytanii. Następnie wystąpił na igrzyskach olimpijskich w Barcelonie w 1992, gdzie w tej samej konkurencji zdobył srebro. Wyścigu finałowy Włosi ukończyli o 1,15 sekundy za Brytyjczykami i o 0,60 sekundy przed Rumunami. 
W swojej koronnej konkurencji zdobywał także złote medale na mistrzostwach świata w Monachium (1981), mistrzostwach świata w Lucernie (1982), mistrzostwach świata w Hazewinkel (1985), mistrzostwach świata w Kopenhadze (1987), mistrzostwach świata w Bledzie (1989), mistrzostwach świata w Tasmanii (1990) i mistrzostwach świata w Wiedniu (1991). We wszystkich tych startach partnerowali mu Carmine Abbagnale i Giuseppe Di Capua. Wywalczył również srebrne medale na mistrzostwach świata w Nottingham (1986) i mistrzostwach świata w Račicach (1993) oraz brązowy na mistrzostwach świata w Duisburgu (1983).
Ponadto zdobył srebro w dwójkach ze sternikiem na igrzyskach śródziemnomorskich w Splicie (1979), złoto na igrzyskach śródziemnomorskich w Atenach (1991) oraz kolejne srebro na igrzyskach śródziemnomorskich w Roussillon (1993).
W 1992 był chorążym reprezentacji Włoch podczas ceremonii otwarcia igrzysk olimpijskich w Barcelonie. 
W 1993 odznaczony Orderem Zasługi Republiki Włoskiej. W 1997 otrzymał Medal Thomasa Kellera. Ponadto otrzymał złoty medal Włoskiego Komitetu Olimpijskiego.
Jego drugi brat, Agostino Abbagnale, a także syn, Vincenzo Abbagnale również byli wioślarzami.